# Afamelanotid
Afamelanotid je sintetički analog prirodnog melanokortinskog peptidnog hormona alfa-melanocit stimulišućeg hormona (α-MSH) za koji je pokazano da indukuje pigmentaciju kože putem melanogeneze. Preliminarne studije i klinička ispitivanja su pokazala da on tim putem redukuje naknadne opekotine od sunca na koži izloženoj UV zračenju. Njegova peptidna sekvenca je  ili . Afamelanotid je razvio Univerzitet Arizone.
Afamelanotid je međunarodni nezaštićeni naziv za molekul  inicijalno istražen i razvijen kao melanotan-1 i kasnije CUV1647. Trgovačko ime za jedan brand afamelanotida koje je nedavno odobreno od strane Evropske Medicinske Agencije (EMA) je Scenesse.
Italijanska Medicinska Agencija (AIFA - Agenzia Italiana del Farmaco) je bila prva državna zdravstvena organizacija da odobri afamelanotid kao lek za umanjenje bolne fotosenzitivnosti uzrokovane retkom bolešću eritropoetska protoporfirija (EPP) 2010. Ovo odobrenje je omogućilo da lek postane u Italiji. Medicinskih agencija drugih država razmatraju odobrenje upotrebe molekula . Afamelanotid je trenutno u kliničkim ispitivanjima u obliku granula (veličine zrna pirinča) za supkutane implante kao potencijalni terapeutski fotozaštitni indukujući agens za više svetlošću uzrokovanih indikacija.

## Spoljašnje veze
|  | Molimo Vas, obratite pažnju na važno upozorenje u vezi sa temama iz oblasti medicine (zdravlja). |